# Parlamentswahl in Rumänien 2004

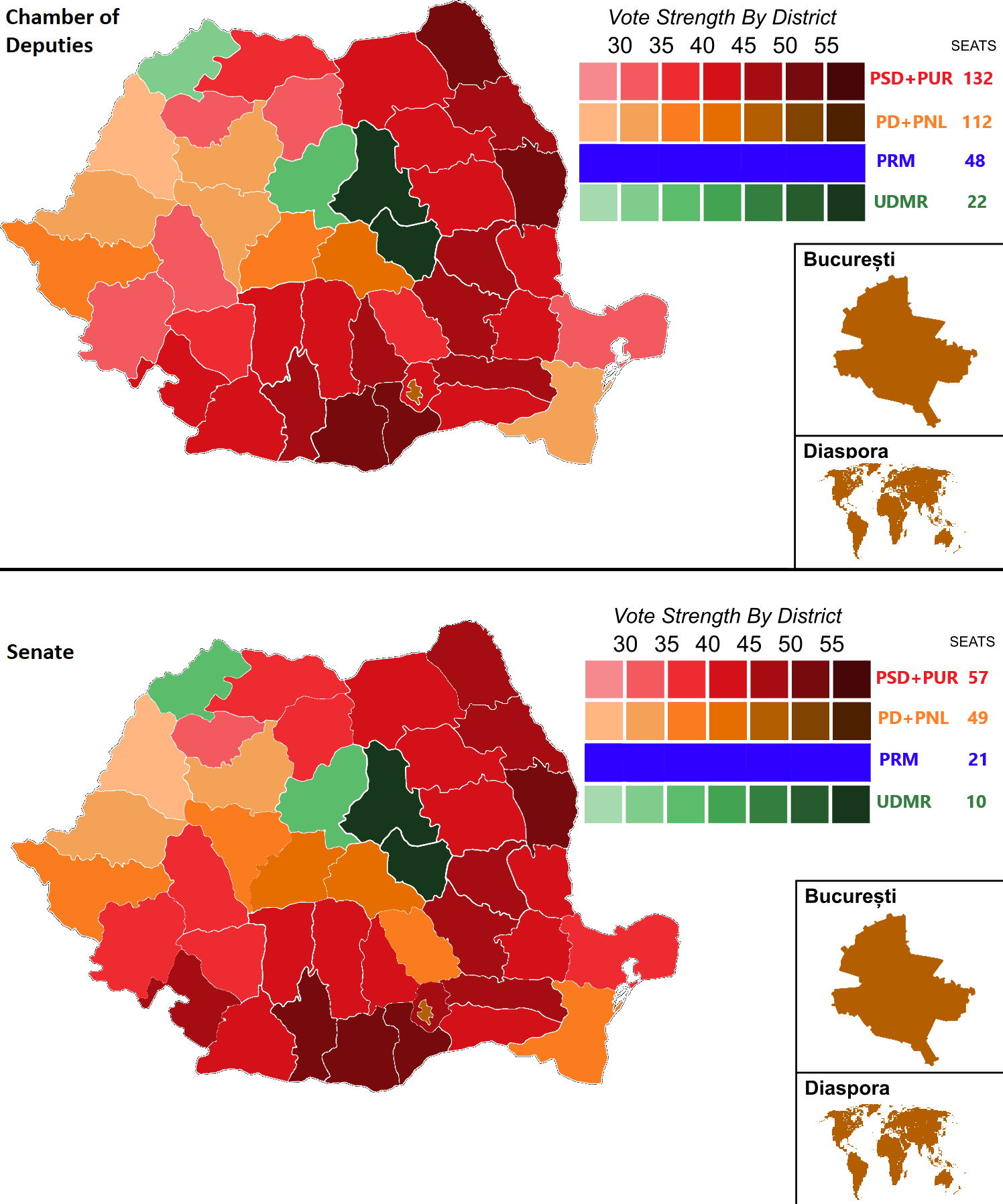
Ergebnis nach Kreisen

Die Parlamentswahl in Rumänien 2004 fand am 28. November statt, um die beiden Kammern des Parlaments zu erneuern. Gewählt wurden die 332 Mitglieder der Abgeordnetenkammer (Camera Deputaților) und die 137 Mitglieder des Senats (Senatul).

## Ergebnis

### Abgeordnetenkammer
| Listen                                                     | Listen | Stimmen    | %    | Mandate |
| ---------------------------------------------------------- | --- | ---------- | ---- | ------- |
|                                                            | Uniunea Națională PSD+PUR (PSD – PUR) 1 | 3.730.352  | 36,6 | 132     |
|                                                            | Alianţa Dreptate şi Adevăr (PNL – PD) 2 | 3.191.546  | 31,3 | 112     |
|                                                            | Partidul România Mare | 1.316.751  | 12,9 | 48      |
|                                                            | Demokratische Union der Ungarn in Rumänien | 628.125    | 6,2  | 22      |
|                                                            | Partidul Noua Generație – Creștin Democrat | 227.443    | 2,2  | –       |
|                                                            | Partidul Național Țărănesc Creștin Democrat | 188.268    | 1,8  | –       |
|                                                            | Forța Democrată din România | 79.376     | 0,8  | –       |
|                                                            | Partidul Ecologist Român | 73.001     | 0,7  | –       |
|                                                            | Partidul Unității Națiunii Române | 53.222     | 0,5  | –       |
|                                                            | Acțiunea Populară | 48.152     | 0,5  | –       |
|                                                            | Partidul Socialist Unit | 44.459     | 0,4  | –       |
|                                                            | Partidul Muncitoresc Român | 35.278     | 0,3  | –       |
|                                                            | Uniunea pentru Reconstrucţia României | 32.749     | 0,3  | –       |
|                                                            | Partidul Alianța Socialistă | 28.429     | 0,3  | –       |
|                                                            | Partidul Socialist Român | 28.034     | 0,3  | –       |
|                                                            | Partidul Național Democrat Creștin | 27.650     | 0,3  | –       |
|                                                            | Sonstige | 109.559    | 1,1  | –       |
|                                                            | Unabhängige | 51.646     | 0,5  | –       |
|                                                            | Minderheiten Davon: - Partida Romilor Social-Democrată din România (56.076 Stimmen, 0,6 %) - Demokratisches Forum der Deutschen in Rumänien (36.166 Stimmen, 0,4 %) | 294.066    | 2,9  | 18      |
| Gesamt                                                     | Gesamt | 10.188.106 | 100  | 332     |
|                                                            | |            |      |         |
| Ungültige Stimmen                                          | Ungültige Stimmen | 606.547    | 5,6  |         |
| Wähler                                                     | Wähler | 10.794.653 | 58,5 |         |
| Wahlberechtigte                                            | Wahlberechtigte | 18.449.344 |      |         |
|                                                            | |            |      |         |
| Quellen: AEP: Stimmen – PV: Gesamt, Stimmen, Min., Mandate | |            |      |         |

- 1 Mandate: 113 PSD; 19 PUR.
- 2 Mandate: 64 PNL; 48 PD.

### Senat
| Listen                                               | Listen                                      | Stimmen    | %    | Mandate |
| ---------------------------------------------------- | ------------------------------------------- | ---------- | ---- | ------- |
|                                                      | Uniunea Națională PSD+PUR (PSD – PUR) 1     | 3.798.607  | 37,1 | 57      |
|                                                      | Alianţa Dreptate şi Adevăr (PNL – PD) 2     | 3.250.663  | 31,8 | 49      |
|                                                      | Partidul România Mare                       | 1.394.698  | 13,6 | 21      |
|                                                      | Demokratische Union der Ungarn in Rumänien  | 637.109    | 6,2  | 10      |
|                                                      | Partidul Noua Generație – Creștin Democrat  | 241.486    | 2,4  | –       |
|                                                      | Partidul Național Țărănesc Creștin Democrat | 196.027    | 1,9  | –       |
|                                                      | Forța Democrată din România                 | 95.953     | 0,9  | –       |
|                                                      | Partidul Ecologist Român                    | 83.771     | 0,8  | –       |
|                                                      | Partidul Socialist Unit                     | 60.027     | 0,6  | –       |
|                                                      | Partidul Unității Națiunii Române           | 56.414     | 0,6  | –       |
|                                                      | Acțiunea Populară                           | 52.487     | 0,5  | –       |
|                                                      | Partidul Socialist Român                    | 42.306     | 0,4  | –       |
|                                                      | Partidul Muncitoresc Român                  | 40.702     | 0,4  | –       |
|                                                      | Uniunea pentru Reconstrucţia României       | 37.630     | 0,4  | –       |
|                                                      | Partidul Alianța Socialistă                 | 37.019     | 0,4  | –       |
|                                                      | Partidul Național Democrat Creștin          | 33.299     | 0,3  | –       |
|                                                      | Sonstige                                    | 161.355    | 1,6  | –       |
|                                                      | Unabhängige                                 | 11.923     | 0,1  | –       |
| Gesamt                                               | Gesamt                                      | 10.231.476 | 100  | 137     |
|                                                      |                                             |            |      |         |
| Ungültige Stimmen                                    | Ungültige Stimmen                           | 563.177    | 5,2  |         |
| Wähler                                               | Wähler                                      | 10.794.653 | 58,5 |         |
| Wahlberechtigte                                      | Wahlberechtigte                             | 18.449.676 |      |         |
|                                                      |                                             |            |      |         |
| Quellen: AEP: Stimmen – PV: Gesamt, Stimmen, Mandate |                                             |            |      |         |

- 1 Mandate: 46 PSD; 11 PUR.
- 2 Mandate: 28 PNL; 21 PD.